# 地球SOS それいけコロリン
地球SOS それいけコロリン（ちきゅうSOS それいけコロリン）は、1992年4月8日から1993年3月10日まで、NHK教育テレビで毎週水曜18:00 - 18:25（JST）に全26回が放送された教育・アニメ番組。児童福祉文化賞受賞。（1992年度中央児童福祉審議会特別推薦（シリーズ）（放送・テレビ番組部門）） 

## 概要
1992年度より各曜日の18時台前半に設けられた、6時だ!ETV内の番組として放送を開始。環境問題をテーマに、毎回「オープニングテーマ→オープニングトーク→アニメ（Aパート）→トーク→アニメ（Bパート）→エンディングトーク→エンディング」という構成で進行する。
トークパートの進行役として、女性タレントの相原勇と小学生5人から構成される探険隊が、ゴミ問題、水質汚染、砂漠化などの環境問題を調査、探検して地球を守るための解決の糸口を探す。環境問題について難しく考えるのではなく、生活環境の中で身近な事（空き缶や昆虫採集、電気の無駄遣い等）を題材にしたり、実験も多く取り入れたりと、視聴者自身が興味を持たせるよう分かりやすい内容や工夫がなされている。
2023年現在、本番組を視聴する手段としては放送ライブラリー（第1回のみ）のほか、フィルム映画として各地の公民館などで上映されるケースもある。また、NHK BSプレミアムにて放送されていた子供向けバラエティ番組『ワンワンパッコロ!キャラともワールド』の2016年7月31日放送分において、本番組の第1回の一部が放送されたこともある。

## ストーリー
地球を守るために200光年の彼方にあるオアシス星からやってきたコロリンは、ある日お花見会場でお弁当を食べようとしていた江古一家と出会う。コロリンは江古一家に居候する事となり、兄のろじ太と妹のオゾンに超能力を使って、地球環境の大切さを学ばせていく。しかし時は同じくオアシス星人の一人、清潔シンドロームは、エゴカウンターを使い地球人のエゴを集め、そのエネルギーで怪獣を創り出し、地球を破壊しようと企んでいる。果たしてコロリンは、シンドロームの悪事を止めさせ、地球人自身が地球環境を守れるように出来るのだろうか。

## キャラクター
コロリン
声 - 小山茉美
主人公。200光年の彼方にあるオアシス星からやってきた宇宙人。地球環境の大切さを教えるために地球にやって来て、江古家に居候をすることになる。
変身（と言っていいのか微妙だが顔つきが変わる）すると超能力を使う事が出来る(後述)。普段は少し頼りないが、変身後は基本的な姿は同じだが目つきや性格が変わる。変身解除は時間経過で首のリングがいったん上まで上がって再び元の位置に戻るといつもの顔つきに戻る。
オアシス星では地球学を学んでいたらしい。
黄色くて大きな頭に2本の突起が生えている。白い手袋とブーツ、緑色の服を着用。
第25話の未来世界では少し痩せた同族が登場している。

### コロリンの超能力
前述の通りコロリンは超能力を使う事が出来るが、その前にトイレに入ってきばって変身しなくてはいけない。ただし、「トイレ」が必要なわけではなく「変身する瞬間を人に見られてはいけない」（正体を隠しているわけではなく見られること自体がいけない）が理由であり、他に移動不能な状況でそばにろじ太がいた際「絶対こっちを見ない」と約束して反対を向かせて目をつぶらせた直後に変身したことがある（第7話）。
- 瞬間移動
  - 様々な場所へ移動をする能力。実写でも出演者が体験をした（クロマキー合成）。
- 縮小機能
  - 胸の星マークを調節すると、体の大きさが変わる。
- 物体変換
  - 集めたゴミで様々な種類の道具を作ることが出来る。この道具がシンドロームが生み出す怪獣を倒す道具になることが多い。
- リサイクルビーム
  - コロリンに倒された怪獣を役立つものに変身するときに使う光線。物体変換を発展したもの。

江古ろじ太
声 - 平松晶子
江古家の長男。生意気だが優しい一面もある。コロリンと一緒にいる事が多い。
名前の由来は「エコロジー」
江古オゾン
声 - 荒木香恵
ろじ太の妹。しっかり者で気が強いが、昆虫類には優しい一面も持っている。
だらしがないろじ太や、地球環境に良くない栗男に対しては、
父親の再生に似て常きつくにうるさく言う事が多い。
名前の由来は「オゾン」
江古再生
声 - 坂東尚樹
ろじ太、オゾンの父親。環境問題にうるさく、環境を守るために不便な生活を周りに求めることも多い。
名前の由来は「リサイクル」
江古緑子
声 - ならはしみき
ろじ太、オゾンの母親。再生の妻。家計的な節約になる以外の環境問題には中立的だが、その時々の周囲の流行に流されてどちらにも寄ってしまうことがある。
名前の由来は「緑化」
汚死魔栗男
声 - 柏倉つとむ
ろじ太のクラスメートで大金持ちの息子。
一家揃って贅沢三昧の結果地球環境に良くない事を行っており、身勝手な行動がシンドロームのエゴカウンターのカウンターを上げるのに一役買ってしまう（シンドロームがやる以上にエゴカウンターを上げ、逆に驚かれる程）。ただし、第16話でシンドロームが化けた店主に販売している野菜がおかしいことについてろじ太達が指摘した際、ろじ太達に賛同して野菜を食べた自分たちの体に起きた異常を証拠に見せるなど、毎回シンドロームの思い通りになる行動をとるわけではない。
眼鏡をかけていて、つり目（母親似）。赤い蝶ネクタイと青いベストを着用している。
名前の由来は「クリーン」
シンドローム
声 - 檜山修之
汚れた星々を破壊するために活動している異星人でコロリンの宿敵。第1話でコロリンがオアシス星人であると語っている。
エゴカウンターという機械を持っていて、人間が自分勝手なことをするとカウンターが上がっていき、満タンになるとそのエネルギーをゴミの塊等に放射し巨大怪獣に変身させ使役することが出来る。
意外とドジな一面もあり、エゴカウンターを上げる為に暗躍するが、催眠術をかける（態々かけて回る）、燃費の悪いオール電化住宅（OFF機能、非常電源なし）を作る、格安バイキングで客に食い残しを出させる（一応誘導はするが、食うか残すかは客任せ）、など地味で回りくどい（実際効率も悪く、特に格安バイキングの時は汚死魔一家に助けられた）。最終話では地球への愛着が芽生えていた一面が描かれていた。
第25話の未来の世界では太った同族の個体が登場している。
猫耳で赤いヘルメットをかぶっていて、マントのついた服を着ている。
名前の由来は「潔癖症」
汚死魔フロン
声 - 根谷美智子
栗男の姉。派手好きで遊びたがりの眼鏡の女性。
名前の由来は「フロン」
ゴミタロウ
声 - 河合義雄

## スタッフ
- 監督：高本宣弘[2]
- キャラクターデザイン：安彦良和[2]
- 音楽：東京おとぼけCATS[2]
- 制作：NHK、学研
- アニメーション制作：スタジオぎゃろっぷ

## 実写パート出演
- おねえさん役：相原勇[2]
- 探検隊[注釈 2]：やのさくら（谷野桜）[2]、ぎしゅんたくや（城俊拓矢）[2]、ごとうしんのすけ（後藤慎之介）[2]、はぎゅうまゆ（萩生万由）[2]、はまおるり（濱尾留梨）[2]

## 放映リスト
| 話数 | サブタイトル                                | 脚本     | 絵コンテ | 放送日        |
| ---- | ------------------------------------------- | -------- | -------- | ------------- |
| 1    | コロリン、オアシス星からやって来るのコロリ! | 西村孝史 | 高本宣弘 | 1992年 4月8日 |
| 2    | 対決!ヨドミ川のコロリ                       | 大山歳郎 | 三沢伸   | 4月15日       |
| 3    | ゴミラ対ゴミコのコロリ                      | 西村孝史 | 藤森一真 | 4月22日       |
| 4    | キャンプ場は大騒ぎ!のコロリ                 | 山田隆司 | 小田仁   | 4月29日       |
| 5    | 切っても切ってもムダガミラー!のコロリ       | 大山歳郎 | 池端隆史 | 5月13日       |
| 6    | オゾンデストロイヤー登場!のコロリ           | 西村孝史 | 小田仁   | 5月20日       |
| 7    | 雨ふり仮面がやって来たのコロリ              | 雪室俊一 | 三沢伸   | 5月27日       |
| 8    | グルメをおそうマンプクーのコロリ            | 山田隆司 | 高本宣弘 | 6月3日        |
| 9    | 自動車はコリゴリのコロリ                    | 大山歳郎 | 小田仁   | 6月17日       |
| 10   | 鳥だって怒っているのコロリ                  | 田中浩司 | 小田仁   | 6月24日       |
| 11   | おばあちゃんの知恵で解決のコロリ            | 桶谷顕   | 三沢伸   | 7月1日        |
| 12   | チョウのおばけにチョービックリ!のコロリ     | 山田隆司 | 小田仁   | 7月8日        |
| 13   | 怒りのアカシオ!のコロリ                     | 西村孝史 | 藤森一真 | 9月2日        |
| 14   | パパは節約ヒーローのコロリ                  | 大山歳郎 | 池端隆史 | 9月9日        |
| 15   | 南極の氷が溶けちゃうのコロリ?               | 田中浩司 | 前田日明 | 9月16日       |
| 16   | ピカピカ野菜にご用心のコロリ                | 山田隆司 | 桜井弘明 | 9月23日       |
| 17   | 森はみんなの宝物のコロリ                    | 桶谷顕   | 池端隆史 | 10月7日       |
| 18   | 電気に感謝の日のコロリ                      | 岸間信明 | 藤森一真 | 10月14日      |
| 19   | うらみのハゲチャビンタ!のコロリ             | 西村孝史 | 熊谷雅晃 | 10月21日      |
| 20   | アイドルは清潔好き!のコロリ                 | 橋本裕志 | 横山貴史 | 10月28日      |
| 21   | リサイクルでテレビにでるのコロリ            | 岸間信明 | 熊谷雅晃 | 11月11日      |
| 22   | おなかぺこぺこハツデンキーのコロリ          | 桶谷顕   | 藤森一真 | 11月18日      |
| 23   | いちばんこわ～い動物は?のコロリ             | 桶谷顕   | 横山貴史 | 11月25日      |
| 24   | 砂漠をみどりに変えるのコロリ                | 岸間信明 | 熊谷雅晃 | 12月2日       |
| 25   | 未来の地球を見ちゃった!のコロリ             | 西村孝史 | 酒井伸次 | 1993年 3月3日 |
| 26   | コロリン最後の戦いのコロリ                  | 西村孝史 | 高本宣弘 | 3月10日       |

## 主題歌
- オープニング「それいけコロリン」（作詞：松宮恭子　作曲：前田克樹　編曲：藤原いくろう　歌：本間かおり）
- エンディング「天国の子守歌」（作詞：松宮恭子　作曲：岡崎律子　歌：本間かおり）
- エンドバックには、野生動物の生態を取材したVTRが流れる。

## 地球環境のひみつ
学研「ひみつシリーズ」の一冊で、本番組よりコロリンのみ登場。マンガは山口太一が作画を担当。

### コロリン以外の登場人物
- 望太郎
  - 苗字は不明。地球についてほとんど知らない。
- 希子
  - 苗字は不明。望太郎と同じで地球についてほとんど知らない。
- 物知りおじさん
  - 本名は不明。とても博学。
- 省エネおばさん
  - 本名は不明。省エネに関してはうるさい。物知りおじさんの苦手な人物。
- 望太郎、希子の両親
  - 少しだけ登場しており、名前は不明。
- 望太郎の友人
  - 名前は不明。眼鏡をかけている。やはり地球についてほとんど知らない。